# Santa Maria in Grottapinta
Santa Maria in Grottapinta, även benämnd Santa Mariae de Crypta Pincta, är en dekonsekrerad kyrkobyggnad i Rom, helgad åt Jungfru Maria. Den är belägen vid Via di Grottapinta i Rione Parione. Tillnamnet ”Grottapinta” betyder ungefär ”den målade grottan” och kan åsyfta ett bemålat underjordiskt rum i Pompejus teater, på vars cavea kyrkan är uppförd. En annan teori gör gällande att namnet härstammar från en täckt passage, Arco di Grottapinta, dagens Passetto del Biscione, med fresker, belägen nära kyrkan.

## Historia
Kyrkan omnämns i en bulla promulgerad 1186 av påve Urban III och uppräknas där bland filialerna till församlingskyrkan San Lorenzo in Damaso med namnet S. Maria in Gripta pinta. Kyrkan återfinns även i Il catalogo di Torino (cirka 1320) som Ecclesia sancte Marie de Criptapincta och i Il catalogo del Signorili (cirka 1425) som sce. Marie in gricta penca.
År 1343 överläts kyrkan åt ett Jungfru Maria-brödraskap och helgades åt Jungfru Marie Obefläckade Avlelse. År 1569 restaurerades kyrkans högaltare och nykonsekrerades. Familjen Orsini lät 1599 bygga om kyrkan; bland annat uppfördes en ny fasad. En restaurering av interiören företogs 1725 och en allomfattande restaurering genomfördes 1834.
År 1887 blev Santa Maria in Grottapinta kyrka för Ospizio di Tata Giovanni, ett härbärge för föräldralösa pojkar, som tidigare hade förfogat över kyrkan Sant'Anna dei Falegnami. Härbärget hade grundats 1784 av Giovanni Borgi, kallad Tata Giovanni, vid Via dei Cartari. Kyrkans interiör restaurerades ånyo i början av 1900-talet. Härbärget flyttade 1926 och kyrkan dekonsekrerades, övergavs och lämnades att förfalla. Sprickor uppstod i kyrkans murar och man övervägde att riva den. År 1986 omvandlades kyrkobyggnaden till en skola för dekorativ konst, kallad Accademia del Superfluo.

## Exteriör
Fasadens nedervåning har fyra joniska pilastrar med festongkapitäl, vilka bär upp ett entablement med profilerad kornisch. Ovanför ingångsportalen ses inskriften: VIRGINI DEIPARAE CONCEPTAE. Övervåningen har fyra pilastrar med ovanliga doriska kapitäl, försedda med guttae. Pilastrarna bär upp det krönande triangulära pedimentet. Övervåningen har ett lynettfönster med en rektangulär inskriptionsplatta ovanför.
Till vänster om kyrkan finns en liten halvrund tillbyggnad, som tidigare tjänade som absid åt ett sidokapell. Den lilla kampanilen brukade ha två klockor.

## Interiör
Den rektangulära interiören hade tidigare tre altaren. Högaltaret hade ikonen Santa Maria in Grottapinta, som numera vördas i kyrkan San Lorenzo in Damaso. Det högra sidoaltaret var invigt åt den helige Johannes Döparen med en målning utförd av Francesco Alessandrini. Det vänstra sidoaltaret var invigt åt den Korsfäste och hade en målning av Giovanni Antonio Valtellina.

## Bilder
| - Exteriören före restaureringen. - Ikonen Santa Maria in Grottapinta. - Santa Maria in Grottapinta (nummer 635) på Giovanni Battista Nollis Rom-karta från år 1748. - Passetto del Biscione. |